# Костюківка
Костюкі́вка (до 1946 — Нижчий Ташлик) — село в Україні, у Теплицькій селищній громаді Гайсинського району Вінницької області. Населення становить 489 осіб.

## Назва
7 червня 1946 р. село Нижчий Ташлик Джулинського району отримало назву «Костюківка» і Нижчеташлицьку сільську Раду названо Костюківською.

## Історія
Станом на 1885 рік у колишньому власницькому селі Нижчий Ташлик Теплицької волості Гайсинського повіту Подільської губернії мешкало 977 осіб, налічувалось 146 дворових господарств, існували православна церква, постоялий будинок, кузня та 2 водяні млини.
1892 в селі існувало 150 дворових господарств, проживало 1536 мешканців.
За переписом 1897 року кількість мешканців зросла до 1599 осіб (829 чоловічої статі та 770 — жіночої), з яких 1556 — православної віри.
1905 року у існувало 336 дворових господарств, проживало 1750 мешканців, існувала православна церква, церковно-приходська школа, водяний млин.
12 червня 2020 року, відповідно розпорядження Кабінету Міністрів України № 707-р «Про визначення адміністративних центрів та затвердження територій територіальних громад Вінницької області», село увійшло до складу Теплицької селищної громади.
19 липня 2020 року, в результаті адміністративно-територіальної реформи і ліквідації Теплицького району, село увійшло до складу Гайсинського району.